# Isidor Rosenthal

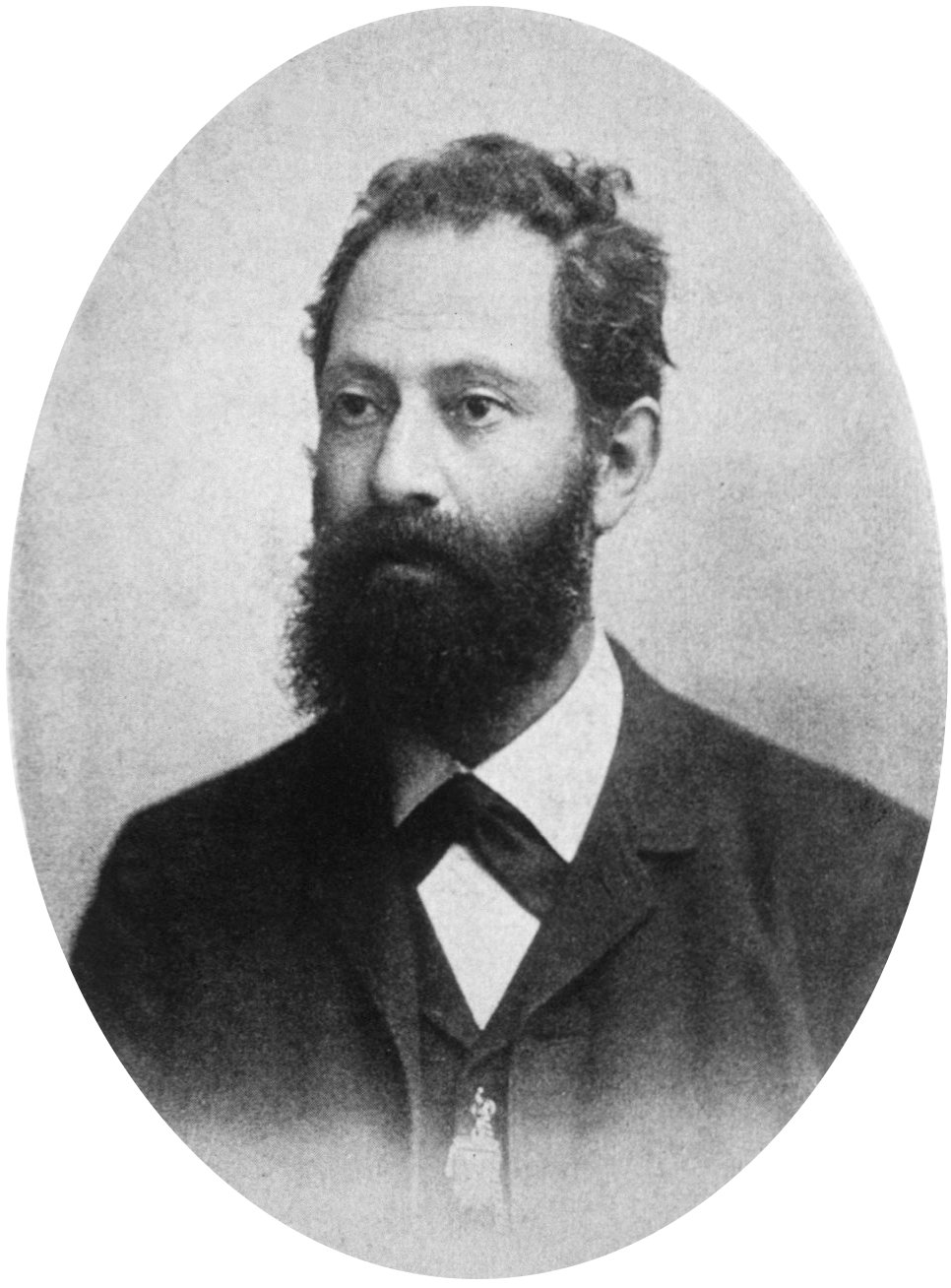
Isidor Rosenthal

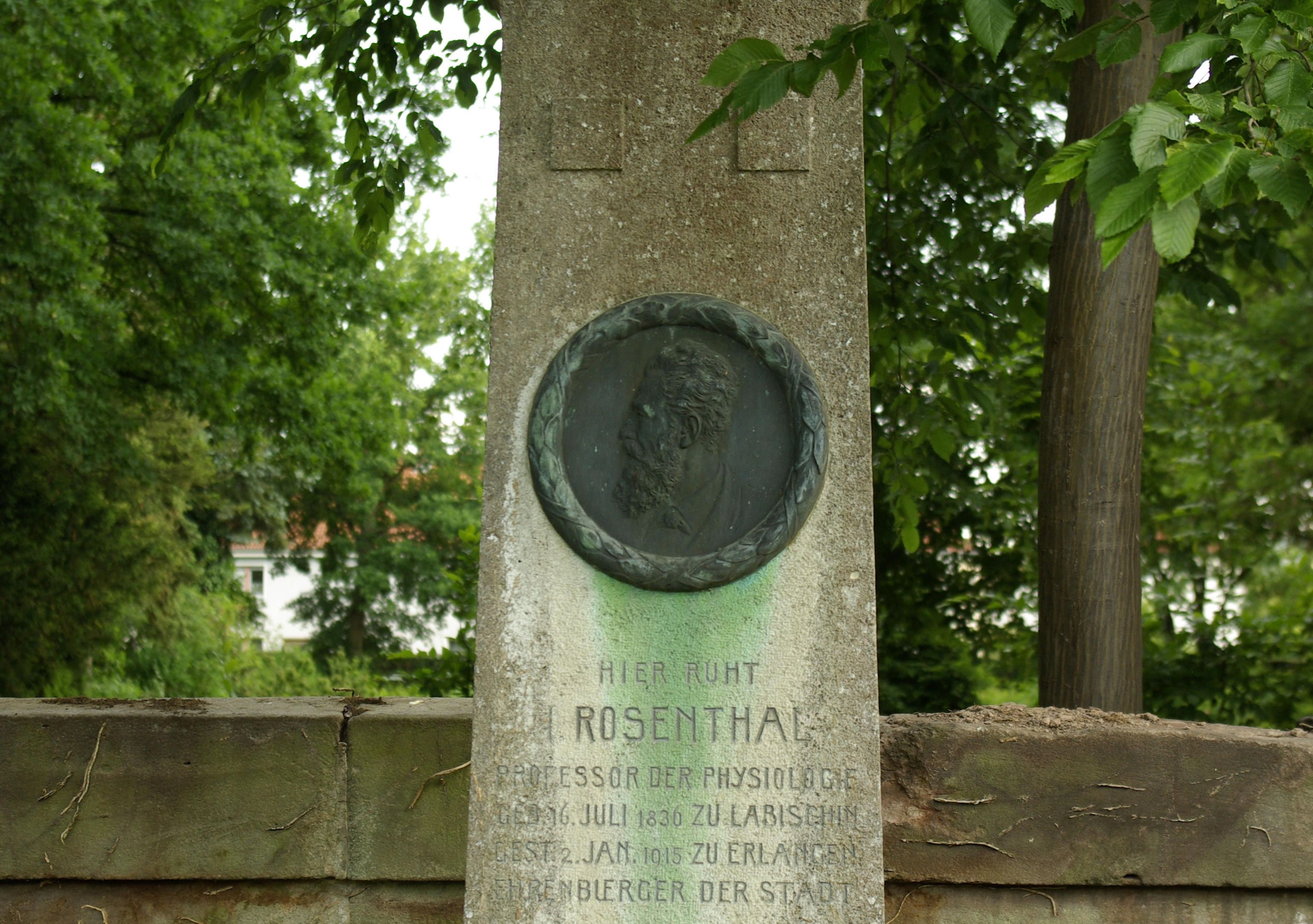
Grab von Isidor Rosenthal auf dem Zentralfriedhof in Erlangen

Julius Isidor Rosenthal (* 16. Juli 1836 in Labischin; † 2. Januar 1915 in Erlangen) war ein deutscher Physiologe.
Rosenthal wurde 1859 an der Universität Berlin promoviert, wo er ein Student von Emil Heinrich Du Bois-Reymond war. Er blieb in Berlin als Assistent am Institut für Physiologie, wurde 1862 habilitiert und 1867 Assistenzprofessor. 1872 wurde er zum Professor für Physiologie an der Universität Erlangen berufen.
Seine Forschungsgebiete waren die Physiologie der Atmung und der Thermoregulation bei Warmblütern. Er war der Autor mehrerer Artikel in Ludimar Hermanns Lehrbuch der Physiologie. 1881 wurde er Herausgeber der Zeitschrift Biologisches Zentralblatt.
1877 erhielt er auf Antrag das Bürgerrecht von Erlangen. Politisch engagierte er sich in der Fortschrittlichen Volkspartei. Rosenthal setzte sich für den Bau des Erlanger Wasserleitungsnetzes ein und war maßgeblich an der Errichtung des Schlachthofes beteiligt. 1906 wurde er zum Ehrenbürger der Stadt Erlangen ernannt und 1908 wurde ihm der Titel Königlicher Geheimer Hofrat verliehen. 1909 wurde er Ehrendoktor der Erlanger philosophischen Fakultät. 1913 trat er in den Ruhestand.
Rosenthal wurde auf dem städtischen Zentralfriedhof beigesetzt, weil er aus der jüdischen Religionsgemeinschaft ausgetreten war.
Sein Sohn Werner Rosenthal (1870–1942) war ein bekannter Pathologe, seine Frau Anna Vorsitzende des Frauenvereins vom Roten Kreuz.

## Werke
- Die Athembewegungen und Ihre Beziehungen zum Nervus Vagus. Berlin 1862.
- Zur Kenntniss der Wärmeregulirung bei den Warmblütigen Thieren. Erlangen 1872.
- Elektricitätslehre für Mediziner und Elektrotherapie. Erlangen 1862 (3. Aufl. zusammen mit Martin Bernhardt (1844–1915), 1882).
- Allgemeine Physiologie der Muskeln und Nerven. Leipzig 1878 (2. Aufl. 1898).
- Bier und Branntwein in Ihren Beziehungen zur Volksgesundheitspflege. Berlin 1881.
- Vorlesungen über Oeffentliche und Private Gesundheitspflege. Erlangen: Besol, 1887 (2. Aufl. 1890).